# Asahi wa Kagayaku
Asahi wa Kagayaku (朝日は輝く, lit. "o sol da manhã brilha") é um filme japonês de 1929 dirigido por Kenji Mizoguchi e Seiichi Ina. Com a intenção inicial de ser um filme promocional para o jornal Asahi Shimbun, combina elementos ficcionais e documentais. Apenas restou um fragmento do filme até os dias de hoje.

## Elenco
- Eiji Nakano
- Hirotoshi Murata
- Heitarō Doi
- Ranko Sawa
- Takako Irie